# Chrno Crusade
Chrno Crusade (jap. クロノクルセイド, kurono kuruseido) ist eine Manga-Serie des japanischen Zeichners Daisuke Moriyama, die auch die Grundlage für einen Anime bildet.

## Handlung
Die Serie spielt im New York der 1920er Jahre. Hauptcharaktere sind dabei die ziemlich unorthodoxe Exorzistin des Magdalena-Ordens Rosette Christopher und ihr Assistent Chrno (im Anime: Chrono), einer von vielen Teufeln, der seine wahre Identität hinter einem menschlichen Körper versteckt. Vereint kämpfen sie gegen das Böse und gegen den Teufel Aion.
Beide arbeiten für den Magdalena-Orden, einen Orden der Kirche der etwas anderen Art: Sie haben es sich zur Aufgabe gemacht, die Menschheit vor Monstern und Teufeln zu beschützen. Dies schließt auch die „7 Apostel“ ein; zu den auch „Asmaria Henrique“ (im Anime: Azmaria Hendric) und „Joshua Christopher“ – Rosettes Bruder – gehören. Die Teufelsjagd geschieht nicht durch Gebete, sondern mit speziellen Waffen, die von „Senior“/„Elder“, einem Mitglied des Ordens, entwickelt wurden. Er erarbeitete die Kugeln „Sacred“ (gefüllt mit geweihtem Öl), „Gospel“ (aus speziellem Silber mit goldenen Beschwörungsformeln in Runenform) und „Spirit“ (beinhaltet einen echten, kleinen Teufel).
Diese Kugeln helfen Rosette bei der Teufelsjagd. Doch sie und Chrno sind hinter einem bestimmten Teufel her: Dem „Sünder Aeon“/„Sinner Aion“. Dieser hat vor vier Jahren ihren Bruder „Joshua“ entführt. Aeon benötigt die Apostel um „den Himmel zur Erde und die Erde zum Himmel“ zu verändern. Jeder Apostel verfügt über heilende Kräfte und eine Eigenschaft: Joshua z. B. verkörpert die Hoffnung, Asmaria verkörpert die Nächstenliebe.
Im Kampf gegen das Böse treffen Rosette und Chrno auf Unterstützung durch Satella Harvenheit. Sie ist deutscher Abstammung und eine „Juwelen-Hexe“ („Jewel-Witch“). Sie verfügt über viel Geld und hasst Teufel, da ihre Sippe von Teufeln vernichtet wurde. Trotzdem gibt sie nicht auf und sucht nach ihrer älteren Schwester. Im Verlauf der Geschichte werden Rosette und Satella und sogar Chrno zu Freunden, obwohl die beiden Frauen immer wieder sich gegenseitig als besser profilieren wollen.

### Die Sünder
Aeon und Chrno standen einmal auf derselben Seite und kämpften mit anderen gegen das Pandämonium. Chrno war als „Hunderttöter“ bekannt, furchterregend und unbarmherzig. Aeon nahm ihn in seine Legion auf und wollte mit ihm eine neue Weltordnung aufbauen. Um diese neue Welt zu erreichen, musste Aeon die 7 Apostel versammeln und den Kopf des Pandämoniums in seinen Besitz bringen. Dies bedeutete jedoch sich gegen das Pandämonium zu stellen – was eine Sünde ist. Daher sind alle Anhänger Aeons als Sünder bezeichnet. Zu ihnen gehören neben Aeon und Chrno, Sheda, Wido, Jenay und Lizeel.

### Vorgeschichte zu Rosette und Joshua
Joshua und Rosette sind Geschwister die in einem Waisenhaus aufwuchsen, da ihre Eltern ums Leben kamen. Rosette ist die starke, energiegeladene und immer fröhliche Schwester. Joshua der kränkelnde, schwache und auf Hilfe angewiesene Bruder.
Joshua wird regelmäßig von Pater Remington besucht, der ihm anbietet, ihn aufgrund seiner Fähigkeiten, in den Magdalenen-Orden aufzunehmen. Rosette weiß davon und flüchtet daher regelmäßig mit Joshua in den Wald, da sie nicht möchte, dass man ihr ihren Bruder wegnimmt. Bei einem dieser „Ausflüge“ landen sie ungewollt in einem unterirdischen Tunnel, der zu einer Gruft führt, wo sie Chrno vorfinden. Unvoreingenommen wie sie ist, schließt zuerst sie und dann auch Joshua mit Chrno Freundschaft. Sie verbringen viel Zeit miteinander und lassen sich von Chrno Geschichten erzählen.
Einige Monate später taucht Rosette spät abends bei Chrno auf. Sie ist zutiefst erschüttert da Joshua entschieden hat, dem Magdalenen-Orden beizutreten. Noch bevor Chrno Gelegenheit hat, sie zu trösten, erscheint plötzlich Aeon in Form einer Adlergestalt. Er bietet Chrno an, ihm seine Hörner wieder zu geben, wenn sich dieser ihm wieder anschließt. Chrno lehnt entschieden ab. Doch Aeon offenbart ihm, bereits damit gerechnet, und daher die Hörner schon jemand anderem gegeben zu haben – Joshua.
Voller Panik nimmt Chrno seine Dämonengestalt an und fliegt zusammen mit Rosette zurück zum Waisenhaus. Dort ist bereits das Chaos ausgebrochen, da Joshua mit den ihm gegebenen Kräften nicht umgehen kann und schier wahnsinnig wird. Er nimmt all seine Kraft zusammen und friert das gesamte Waisenhaus und die nähere Umgebung, mitsamt Bewohnern, ein, wobei er beinahe Rosette und Chrno erwischt, die gerade gelandet sind.
Rosette ist schockiert über die Tat ihres Bruders und schreit ihn an, er sei nicht mehr „ihr Joshua“, was diesen für kurze Zeit zur Besinnung bringt. Er schafft es gerade noch, sie zu warnen, als auch schon seine Kräfte erneut aus ihm herausbrechen.
Abermals flieht Chrno mit Rosette zurück in den Wald, wo seine Kräfte nun endgültig erschöpft sind. Verzweifelt bittet Rosette ihn darum, ihr zu helfen, und so erzählt Chrno ihr widerwillig davon, wie man einen Vertrag mit einem Teufel schließt und ihm dabei die eigene Lebenskraft schenkt.
Obwohl sie sich der Folgen bewusst ist, erklärt sich Rosette einverstanden. Chrno stimmt nur widerwillig zu, da er sich an das Schicksal Magdalenas erinnert, doch er weiß, dass Rosette ohne ihn keine Chance hat, und fühlt sich verantwortlich, da es seine Hörner sind, die dieses Unglück verursacht haben.
Daraufhin tritt Rosette zusammen mit Chrno dem Magdalena-Orden bei.
Nach dem Kampf gegen Aeon bleibt Chrno lange Zeit verschollen. Doch Rosette glaub fest an seine Rückkehr und kämpft tapfer darum, am Leben zu bleiben. Sie ist sehr geschwächt und kränklich, da ihr aufgrund des Vertrages nicht mehr viel Zeit bleibt.
Im Manga wird sie von einem starken Herzinfarkt heimgesucht, als sie allein in einer Kirche sitzt. Sie fürchtet zu sterben, ohne Chrno ein letztes Mal gesehen zu haben, doch plötzlich taucht dieser im letzten Moment auf und sie flüchtet in seine Arme.
Im Anime haben sich Rosette und Chrno zusammen in ein Haus in den Bergen zurückgezogen, da beide wissen, dass ihnen nicht mehr viel Zeit bleibt. Sie sterben gemeinsam auf einer Schaukel, wo Asmaria sie später vorfindet.

### Vorgeschichte zu Chrono
Nachdem Chrno zusammen mit Aeon und dem Rest der ihnen folgenden Dämonen das Pandämonium zu Fall gebracht hatte, entführten sie die Heilige Magdalena aus dem Magdalena-Orden, da diese mit ihren seherischen und prophetischen Fähigkeiten den Kopf des Pandämoniums finden sollte.
Zum großen Erstaunen von Chrno leistete Magdalena während der Entführung keinen Widerstand – sie ging sogar freiwillig mit ihm und schaffte es auch später, auf dem Flugschiff „Eden“, mit den anderen Dämonen eine innige freundschaftliche Beziehung aufzubauen.
Als allerdings Probleme beim Extrahieren der Informationen aus dem Gehirn des Pandämoniums auftauchen, bei dem Magdalena von diesem besessen wird und Jenay und Lizeel schwer verletzt werden, ist der Frieden vorüber.
Aeon befiehlt Chrno, Magdalena zu töten, um an die nun in ihrem Gehirn befindlichen Informationen des Pandämoniums heranzukommen. Wie auch schon bei ihrer Entführung nimmt Magdalena ihr Schicksal schweigend hin und offenbart Chrno, dass sie bereits als kleines Mädchen ihren Tod so vorausgesehen hatte. Chrno allerdings weigert sich sie zu töten und stellt sich gegen Aeon, der ihm im darauffolgenden Kampf die Hörner abbricht. Mit letzter Kraft gelingt es Chrno, Aeon zu verletzen, und stürzt dann zusammen mit Magdalena von Eden.
Wie durch ein Wunder überstehen sie den Absturz, doch Chrno liegt wegen des Verlustes seiner Hörner und Unmengen Blutes, im Sterben. Magdalena sieht nur einen Weg, ihn am Leben zu halten: sie schließt einen Vertrag mit ihm.
In den darauffolgenden Wochen reisen Chrno und Magdalena durch den Westen, immer auf der Flucht vor Aeon, von dem sie wissen, dass er sie verfolgt. Doch Magdalenas Zustand verschlechtert sich zusehends von Tag zu Tag, was einerseits an der Besessenheit des Pandämoniums liegt, andererseits an dem Vertrag, den sie mit Chrno geschlossen hat.
Als sie sich schon in Sicherheit wiegen, begegnet Chrno auf dem Weg zu einer Wasserstelle Sheda. Schlagartig wird ihm bewusst, dass Magdalena in Gefahr schwebt und eilt zurück zu ihr, wo er sich nur noch zwischen Aeon und sie werfen kann. Er wird von Aeons Arm durchbohrt und auch Magdalena wird schwer verletzt. Daraufhin bricht der Zorn aus ihm heraus, er setzt, ohne auf Magdalena zu achten, seine dämonischen Kräfte frei um Aeon einzufrieren.
Abermals flieht er mit ihr, doch es kommt jede Hilfe zu spät. Magdalena stirbt.
Kurz darauf wird Chrno von den Mitgliedern des Magdalena-Ordens, unter ihnen der junge Pater Remington, aufgefunden und lässt sich dann mit Magdalenas Sarg in eine Gruft sperren, um nie wieder Unheil anzurichten. Später finden Rosette und Joshua ihn in dieser Gruft vor.

### Vorgeschichte zu Sathela
Sathela wuchs wohlbehalten in ihrem noblen Elternhaus, zusammen mit ihrer älteren Schwester Florette auf. Obwohl sie ihre Schwester von ganzem Herzen liebte, litt Sathela darunter, das ihre Fähigkeiten als „Juwelen-Hexe“ nicht sehr ausgeprägt waren. Ihre Schwester hingegen galt als nahezu herausragend, was Aeon auf sie aufmerksam machte.
Eines Nachts brach er in ihr Haus ein, tötete alle bis auf Sathela und nahm Florette mit sich.
Seither war sie stets zusammen mit ihrem Buttler auf der Suche, nach dem „Teufel ohne Hörner“ und gab nie die Hoffnung auf, ihre geliebte Schwester wieder zu finden. Im Laufe der Geschichte stellt sie fest, dass diese eine Untergebene Aeons ist, allerdings nun „Fiole“ genannt, und schöpft neuen Mut.
Als Sathela es schafft sie zum Kampf zu stellen, stellt sich allerdings heraus das bei dem Überfall, Florette tatsächlich getötet wurde und aus deren Überresten eine Juwelen herstellende, kämpfende und gefühlstote Marionette erschaffen wurde – Fiole.
Als sie ihren Kampf fortsetzen wird Sathela vernichtend geschlagen und schwer verletzt. Mit letzter Kraft schafft sie es, sich in Fioles Schoß zu werfen und sich, wie in ihrer Kindheitserinnerung an sie zu schmiegen. In ihrer Umarmung mit Fiole hält sie dabei ihren Steine dem „Unendlichem Schützer“ in ihrer linken Hand und erteilt ihm den letzten Befehl „Durchbohren“. Sathela und Fiole werden von einer Kristallklinge durchbohrt. In diesen letzten Minuten ihres Daseins dringen Fetzen von Fioles Erinnerungen an die gemeinsame Zeit mit Sathela in ihr Gedächtnis und das Gefäß, Fiole, zersplittert und fährt in die Astrallinie. Chrno und Azmaria finden Sathela an einen Baum gelehnt und die letzte Bitte Sathelas an Azmaria ist ein letztes Mal deren Gesang zu hören. Während des Liedes, verstirbt sie.
Im Manga verwendet Sathela in den Armen von Fiole liegend ein Juwel namens „Juni der gegenseitigen Liebe“. Dadurch werden sie beide kampfunfähig und kristallisiert. Dieser Effekt konnte erst 1999 aufgehoben werden. Sathela erfährt, wie das Leben ihrer Freunde verlaufen ist und entscheidet sich, ebenso tapfer wie sie weiterzuleben.

### Die Astral-Linie
Die Astral-Linie ist ein normalerweise unsichtbarer Fluss über den Köpfen der Menschen. In ihm befinden sich die Seelen aller Verstorbenen. Immer wenn eine Seele einen Körper beseelt oder wenn eine Person stirbt wird die Astrale-Linie aktiv. Teufel können die Energie dieses Stroms nutzen und erlangen dadurch erst ihre starken Kräfte. Diese lebenswichtige Energie kann ein Teufel aber nur aufnehmen, wenn er Hörner besitzt.

## Veröffentlichungen

### Manga
Chrno Crusade erschien in Japan von 1999 bis 2004 in Einzelkapiteln im Manga-Magazin Dragon Age (bzw. Dragon Magazine). Der Kadokawa-Shoten-Verlag verlegte diese Einzelkapitel auch in acht Sammelbänden.
Auf Deutsch erschien der Manga von November 2003 bis August 2005 vollständig beim Carlsen Verlag, allerdings in einem etwas größeren Taschenbuchformat als die meisten in Deutschland veröffentlichten Mangas.

### Light Novel
Eine Light Novel von Chrno Crusade, mit dem Titel Chrono Crusade: Tsubasa yo, Are ga Tamashii no Akari da (クロノクルセイド 翼よ、あれが魂の灯だ), wurde am 20. April 2004 veröffentlicht. Sie wurde von Hiroshi Tominaga geschrieben und von Hiroshi Miyazawa illustriert.

## Anime
Gonzo produzierte zum Manga auch eine Anime-Serie, die von November 2003 bis Juni 2004 auf dem japanischen Fernsehsender Fuji TV ausgestrahlt wurde.
Der Anime-Film ist in 24 Folgen unterteilt. Die Anime-Serie wurde ab dem 27. Juli 2008 durch den Sender Animax auf Deutsch ausgestrahlt.
In den USA veröffentlichte ADV Films und in Deutschland OVA Films die Anime-Serie auf DVD unter dem Titel Chrono Crusade.

### Synchronisation
| Rolle               | Japanischer Sprecher (Seiyū) |
| ------------------- | ---------------------------- |
| Rosette Christopher | Tomoko Kawakami              |
| Chrono              | Akira Ishida                 |
| Azmaria Hendric     | Saeko Chiba                  |
| Satella Harvenheit  | Michiko Neya                 |
| Kate Valentine      | Yoshiko Sakakibara           |
| Ewan Remington      | Show Hayami                  |
| Duke Duffau         | Norio Wakamoto               |
| Aion                | Kazuhiko Inoue               |

### Musik
Für Chrno Crusade wurden die Titel Tsubasa wa Pleasure Line, gesungen von Minami Kuribayashi, für den Vorspann und Sayonara Solitia, komponiert von Yuki Kajiura und gesungen von Saeko Chiba, für den Abspann produziert.